# Rivian R1T
Rivian R1T je připravovaný pětimístný elektrický pick-up americké automobilky Rivian. Automobil byl představen v roce 2018 a jeho sériová výroba by měla začít v roce 2020. V podvozku se kromě baterií budou nacházet též čtyři elektromotory, přičemž každý by měl dodávat výkon až 147 kW. Dle celkového výkonu vozidla, který se dle konfigurací bude pohybovat od 300 kW do 562 kW, budou dodávány baterie o výkonu 105 kWh, 135 kWh či 180 kWh. Hmotnost prázdného vozidla je stanovena na 2 670 kg, pick-up bude moci převážet náklad o váze až 800 kg a přívěs bude moc vážit pět tun. Dojezd v nejslabší konfiguraci by měl být přes 370 km, nejsilnější verze by měla ujet přes 640 km.
Elektromobil by měl díky kamerám, radaru, LIDARu a senzorům umožňovat na dálnicích autonomní řízení 3. úrovně. Firma Rivian se snaží cílit především na zákazníky, kteří mají rádi dobrodružství a cestování, proto jedna z variant jejich elektrického pick-upu skrývá uvnitř vozu vysouvací kuchyňku pro kempování.